# سیارک ۴۹۶۷
سیارک ۴۹۶۷ (به انگلیسی: 4967 Glia، نامگذاری:1983CF1) چهار هزار و نهصد و شصت و هفتمین سیارک کشف شده‌است که در ۱۱ فوریه ۱۹۸۳ کشف شد.
قدر مطلق سیارک برابر ۱۰٫۷۰ است.